# IC 4209
IC 4209 — галактика типу SBbc (компактна витягнута галактика) у сузір'ї Діва.
Цей об'єкт міститься в оригінальній редакції індексного каталогу.